# Rally de Cerdeña de 2013
El Rally de Cerdeña de 2013, oficialmente 10º Rally d'Italia Sardinia, fue la décima edición y la séptima ronda de la temporada 2013 del Campeonato Mundial de Rally. Se celebró del 20 al 23 de junio y contó con un itinerario de 16 tramos sobre tierra que sumaban un total de 304.50 km cronometrados. Fue también la séptima ronda de los campeonatos WRC 2 y WRC 3.
La lista de inscritos estaba compuesta por 51 pilotos de los cuales trece partieron con vehículos World Rally Car. En el WRC 2 hay catorce inscritos y en el WRC 3 diez, siendo la prueba con mayor pilotos en esta categoría en lo que iba de temporada.
El ganador fue el francés Sébastien Ogier que consiguió con el Polo R WRC su cuarta victoria del año. Segundo fue el belga Thierry Neuville con el Ford Fiesta RS WRC, que logró su tercer podio del año. En la tercera posición terminó el segundo piloto de Volkswagen, Jari-Matti Latvala. En el WRC 2 ganó Robert Kubica, que se hizo con su segunda victoria consecutiva en la categoría y en el WRC 3 venció el alemán Christian Riedemann. 

## Desarrollo
EL primer día de carrera se disputó el tramo de calificación, que constaba de 3,86 km de longitud, el mejor tiempo y por tanto el primero en elegir el orden de salida, fue el finlandés de Volkswagen Jari-Matti Latvala que marcó un tiempo con el Volkswagen Polo R WRC de 3:12.655, casi un segundo más rápido que el ruso Evgeny Novikov a bordo del Ford Fiesta RS WRC. Este resultado lo confirmó como uno de los favoritos a la victoria. En la tercera posición terminó el compañero de Latvala Sebastien Ogier que fue un segundo y medio más lento y el tercer piloto de la marca, Andreas Mikkelsen fue octavo. Por su parte, el ganador de la edición anterior Mikko Hirvonen fue cuarto casi dos segundos más lento pero más rápido que su compañero, el español Dani Sordo que acabó en la séptima posición, por detrás de Thierry Neuville y Mads Østberg.
| Tramo de calificación | Tramo de calificación | Tramo de calificación | Tramo de calificación | Tramo de calificación |
| Pos.                  | Piloto                | Tiempo                | Diferencia            |                       |
| --------------------- | --------------------- | --------------------- | --------------------- | --------------------- |
| 1.                    | Jari-Matti Latvala    | 3:12.655              | 0.0                   |                       |
| 2.                    | Evgeny Novikov        |                       | +0.690                |                       |
| 3.                    | Sebastien Ogier       |                       | +1.571                |                       |
| 4.                    | Mikko Hirvonen        |                       | +1.742                |                       |
| 5.                    | Thierry Neuville      |                       | +1.847                |                       |
| 6.                    | Mads Ostberg          |                       | +2.366                |                       |
| 7.                    | Dani Sordo            |                       | +2.741                |                       |
| 8.                    | Andreas Mikkelsen     |                       | +3.779                |                       |
| 9.                    | Martin Prokop         |                       | +4.997                |                       |
| 10.                   | Per-Gunnar Andersson  |                       | +6.922                |                       |
| 11.                   | Elfyn Evans           |                       | +10.689               |                       |
| 12.                   | Michal Kosciuszko     |                       | +12.380               |                       |
| 13.                   | Khalid Al-Qassimi     |                       | +14.817               |                       |

### Día 1
En el primer tramo, Sébastien Ogier marcó el mejor tiempo y se puso líder provisional, posición que no abandonaría hasta el final de la carrera. En el mismo Mikko Hirvonen fue segundo y Evgeny Novikov tercero mientras que el compañero de Ogier, Jari-Matti Latvala sufrió un pinchazo que le hizo perder mucho tiempo y solo pudo ser duodécimo a casi dos minutos de la cabeza de carrera. En el segundo tramo, donde marcó el mejor tiempo el propio Latvala, Evgeny Novikov sufrió un vuelco con su Ford Fiesta RS WRC y se vio obligado a abandonar. Otros pilotos que sufrieron problemas en el mismo fueron Dani Sordo que realizó un trompo tras un salto que no le impidió ser tercero, y Andreas Mikkelsen que golpeó la rueda delantera de su Polo R WRC. Ogier marcó su segundo scratch en el tercer tramo y aumentó su ventaja respecto a su inmediato seguido, Hirvonen en hasta 20 segundos. Su compañero Latvala fue segundo, lo que le permitió escalar hasta la séptima posición y Mads Ostberg tercero. El belga Thierry Nueville logró el mejor tiempo en los siguientes dos tramos lo que le permitió adelantar en la general a Dani Sordo y situarse cuarto. Per Gunnar Andersson comenzó a tener problemas en el eje de transmisión de su Fiesta RS WRC que le hizo perder hasta un minuto y 16 segundos en el quinto tramo. Ogier marcó su tercer scratch realizando el mejor crono en el sexto tramo aumentando su ventaja en 42 segundos sobre el segundo clasificado, Mikko Hirvonen. Por su parte, Neuville fue tercero y volvió a subir otra posición en la clasificación adelantando a Mads Ostberg y situándose a solo cuatro segundos de Hirvonen. En los últimos tramos del primer día Latvala que rodaba en la séptima posición marcó el mejor crono y le permitió recortar distancias además de ganar una posición debido al abandono de Mads Ostberg en el tramo ocho tras un vuelco. Por su parte Ogier terminó la primera jornada como sólido líder con una ventaja de 46 segundos sobre Hirvonen. A pesar de los daños causados en su Ford Fiesta RS WRC Ostberg pudo reengancharse a la carrera al día siguiente tras la labor de sus mecánicos durante la noche. Los que no pudieron tomar de nuevo la salida fueron Evgeny Novikov y PG Andersson, el primero tras el vuelco en el segundo tramo y el segundo tras una rotura del palier.

### Día 2
En el noveno tramo, el primero del segundo día de carrera, Mikko Hirvonen marcó el mejor tiempo, sin embargo en la siguiente especial abandonó tras salirse de la carretera a 500 metros de la salida y quedarse su Citroën atrapado en una zanja. Esta situación provocó a todos los pilotos ganar una posición, especialmente a Neuville que se situó en la segunda posición y a Dani Sordo que se colaba en la tercera plaza. A pesar de esto, en el tramo once Sordo, cometió un error al realizar un trompo que le hizo perder una posición en favor de Latvala. Ogier fue el protagonista en los tramos diez y once donde marcó el mejor tiempo. Después de hacers con la tercera posición Latvala fue el más rápido en los tramos doce y trece, en este último donde Mikkelsen fue segundo y le recortó cocho segundos a Dani Sordo, sin embargo el noruego sufrió una salida de pista en el siguiente tramo dañando la suspensión de su Polo R WRC que lo obligó a abandonar y permitió a Martin Prokop, que rodaba sexto, escalar una posición. En el penúltimo se celebraba el power stage y los tres pilotos que en ese momento rodaba en cabeza, Ogier, Neuville y Latvala marcaron los tres mejores cronos sumando 3, 2 y 1 punto extra respectivamente. El último tramo se lo adjudicó Latvala que se disputó sin incidencias por lo que Sébastien Ogier se llevó la victoria, la primera en su carrera en Cerdeña y la cuarta de la temporada aumentando su ventaja el frente del campeonato del mundo.

## Itinerario y ganadores
| Día            | Tramo | Hora  | Nombre                       | Distancia | Ganador            | Tiempo  | Velo. media | Líder rally     |
| -------------- | ----- | ----- | ---------------------------- | --------- | ------------------ | ------- | ----------- | --------------- |
| Día 1 21 junio | SS1   | 07:58 | Monte Lerno 1                | 31.08 km  | Sébastien Ogier    | 19:20.2 | 96.4 km/h   | Sébastien Ogier |
| Día 1 21 junio | SS2   | 10:46 | Castelsardo 1                | 14.00 km  | Jari-Matti Latvala | 10:32.7 | 79.7 km/h   | Sébastien Ogier |
| Día 1 21 junio | SS3   | 11:34 | Tergu-Osilo 1                | 14.93 km  | Sébastien Ogier    | 10:03.5 | 89.1 km/h   | Sébastien Ogier |
| Día 1 21 junio | SS4   | 13:49 | Castelsardo 2                | 14.00 km  | Thierry Neuville   | 10:18.5 | 81.5 km/h   | Sébastien Ogier |
| Día 1 21 junio | SS5   | 14:37 | Tergu-Osilo 2                | 14.93 km  | Thierry Neuville   | 9:46.9  | 91.6 km/h   | Sébastien Ogier |
| Día 1 21 junio | SS6   | 16:45 | Monte Lerno 1                | 31.08 km  | Sébastien Ogier    | 19:00.0 | 98.1 km/h   | Sébastien Ogier |
| Día 1 21 junio | SS7   | 19:23 | Gallura 1                    | 13.55 km  | Jari-Matti Latvala | 10:45.3 | 75.6 km/h   | Sébastien Ogier |
| Día 1 21 junio | SS8   | 21:28 | Gallura 2                    | 13.55 km  | Jari-Matti Latvala | 10:39.6 | 76.3 km/h   | Sébastien Ogier |
| Día 2 22 junio | SS9   | 08:06 | Monte Olia 1                 | 19.27 km  | Mikko Hirvonen     | 13:43.0 | 84.3 km/h   | Sébastien Ogier |
| Día 2 22 junio | SS10  | 08:36 | Terranova 1                  | 14.82 km  | Sébastien Ogier    | 10:36.9 | 83.8 km/h   | Sébastien Ogier |
| Día 2 22 junio | SS11  | 09:19 | Monti di Alà 1               | 22.25 km  | Sébastien Ogier    | 13:38.9 | 97.8 km/h   | Sébastien Ogier |
| Día 2 22 junio | SS12  | 10:27 | Coiluna-Loelle 1             | 22.35 km  | Jari-Matti Latvala | 13:47.0 | 97.3 km/h   | Sébastien Ogier |
| Día 2 22 junio | SS13  | 14:25 | Monte Olia 2                 | 19.27 km  | Jari-Matti Latvala | 13:19.3 | 86.8 km/h   | Sébastien Ogier |
| Día 2 22 junio | SS14  | 14:55 | Terranova 2                  | 14.82 km  | Sébastien Ogier    | 10:18.3 | 86.3 km/h   | Sébastien Ogier |
| Día 2 22 junio | SS15  | 15:38 | Monti di Alà 1 (Power Stage) | 22.25 km  | Sébastien Ogier    | 13:03.6 | 102.2 km/h  | Sébastien Ogier |
| Día 2 22 junio | SS16  | 16:46 | Coiluna-Loelle 2             | 22.35 km  | Jari-Matti Latvala | 13:26.1 | 99.8 km/h   | Sébastien Ogier |

### Power Stage
- El penúltimo tramo, (Monti di Alà 1) otorgaba 3, 2 y 1 punto extra a los tres primeros clasificados del mismo.

| Pos | Piloto             | Tiempo  | Difer. | Veloc. media | Puntos |
| --- | ------------------ | ------- | ------ | ------------ | ------ |
| 1   | Sébastien Ogier    | 13:03.6 | 0.0    | 102.2 km/h   | 3      |
| 2   | Thierry Neuville   | 13:04.6 | +1.0   | 102.1 km/h   | 2      |
| 3   | Jari-Matti Latvala | 13:08.1 | +4.5   | 101.6 km/h   | 1      |

## Clasificación final
| Pos.     | Piloto              | Copiloto             | Automóvil             | Tiempo    | Diferencia | Puntos |
| WRC      | WRC                 | WRC                  | WRC                   | WRC       | WRC        | WRC    |
| -------- | ------------------- | -------------------- | --------------------- | --------- | ---------- | ------ |
| 1.       | Sébastien Ogier     | Julien Ingrassia     | Volkswagen Polo R WRC | 3:22:57.9 | 0.0        | 25 + 3 |
| 2.       | Thierry Neuville    | Nicolas Gilsoul      | Ford Fiesta RS WRC    | 3:24:14.7 | +1:16.8    | 18 + 2 |
| 3.       | Jari-Matti Latvala  | Mikka Anttila        | Volkswagen Polo R WRC | 3:24:45.9 | +1:48.0    | 15 + 1 |
| 4.       | Dani Sordo          | Carlos del Barrio    | Citroën DS3 WRC       | 3:26:17.1 | +3:19.2    | 12     |
| 5.       | Martin Prokop       | Michael Ernst        | Ford Fiesta RS WRC    | 3:31:32.0 | +8:34.1    | 10     |
| 6.       | Elfyn Evans         | Giovanni Bernacchini | Ford Fiesta RS WRC    | 3:34:49.7 | +11:51.8   | 8      |
| 7.       | Michal Kosciuszko   | Maciej Szczepaniak   | Ford Fiesta RS WRC    | 3:34:50.6 | +11:52.7   | 6      |
| 8.       | Mads Ostberg        | Jonas Andersson      | Ford Fiesta RS WRC    | 3:36:19.4 | +13:21.5   | 4      |
| 9.       | Robert Kubica       | Maciej Baran         | Citroën DS3 RRC       | 3:39:45.5 | +16:47.6   | 2      |
| 10.      | Khalid Al-Qassimi   | Scott Martin         | Citroën DS3 WRC       | 3:40:17.8 | +17:19.9   | 1      |
| WRC 2    |                     |                      |                       |           |            |        |
| 1. (9.)  | Robert Kubica       | Maciej Baran         | Citroën DS3 RRC       | 3:39:45.5 | 0.0        | 25     |
| 2. (11.) | Abdulaziz Al-Kuwari | Killian Duffy        | Ford Fiesta RRC       | 3:44:02.5 | +4:17.0    | 18     |
| 3. (12.) | Lorenzo Bertelli    | Mittia Dotta         | Ford Fiesta RRC       | 3:46:04.0 | +6:18.5    | 15     |
| WRC 3    |                     |                      |                       |           |            |        |
| 1. (16.) | Christian Riedemann | Lara Vanneste        | Citroën DS3 R3T       | 3:52:39.9 | 0.0        | 25     |
| 2. (17.) | Keith Cronin        | Marshall Clarke      | Citroën DS3 R3T       | 3:57:45.3 | +5:05.4    | 18     |
| 3. (19.) | Quentin Gilbert     | Isabelle Galmiche    | Citroën DS3 R3T       | 4:01:59.2 | +9:19.3    | 15     |